# 삼성도서관 (음성군)
삼성도서관(三成圖書館)은 대한민국 충청북도 음성군에 있는 공립 도서관이다.

## 연혁
- 2020년 5월 개관.